# Campionat del Món d'atletisme de 1983 - 5.000 metres
Els 5.000 metres al Campionat del Món d'atletisme de 1983 van tenir lloc a l'estadi Olímpic de Hèlsinki del 10 al 14 d'agost. Només els homes van córrer la prova dels 5.000 metres. Les atletes femenines competien a la cursa de 3.000 metres.
39 atletes van participar en la prova. L'irlandès Eamonn Coghlan va guanyar la medalla d'or, la seva única medalla a uns Campionats del Món d'atletisme.

## Medallistes
| Or     | Eamonn Coghlan Irlanda (IRL)                            |
| Argent | Werner Schildhauer República Democràtica Alemanya (GDR) |
| Bronze | Martti Vainio Finlàndia (FIN)                           |

## Rècords
| Rècords abans del Campionat del Món d'atletisme de 1983     | Rècords abans del Campionat del Món d'atletisme de 1983 | Rècords abans del Campionat del Món d'atletisme de 1983 | Rècords abans del Campionat del Món d'atletisme de 1983 | Rècords abans del Campionat del Món d'atletisme de 1983 |
| ----------------------------------------------------------- | ------------------------------------------------------- | ------------------------------------------------------- | ------------------------------------------------------- | ------------------------------------------------------- |
| Rècord del Món                                              | David Moorcroft (GBR)                                   | 13:00.41                                                | 7 de juliol de 1982                                     | Oslo, Noruega                                           |
| Rècord del Campionat                                        | Nova prova                                              | Nova prova                                              | Nova prova                                              | Nova prova                                              |
| Rècords establerts al Campionat del Món d'atletisme de 1983 |                                                         |                                                         |                                                         |                                                         |
| Rècord del Campionat                                        | Eamonn Coghlan (IRL)                                    | 13:28.53                                                | 14 d'agost de 1983                                      | Hèlsinki, Finlàndia                                     |

## Resultats

### Final
La final va tenir lloc el 14 d'agost.
| Pos.              | Atleta                     | Temps    |
| ----------------- | -------------------------- | -------- |
| Medalla d'or      | Eamonn Coghlan (IRL)       | 13:28.53 |
| Medalla de plata  | Werner Schildhauer (GDR)   | 13:30.20 |
| Medalla de bronze | Martti Vainio (FIN)        | 13:30.34 |
| 4.                | Dmitriy Dmitriyev (URS)    | 13:30.38 |
| 5.                | Doug Padilla (USA)         | 13:32.08 |
| 6.                | Thomas Wessinghage (FRG)   | 13:32.46 |
| 7.                | Wodajo Bulti (ETH)         | 13:34.03 |
| 8.                | Dietmar Millonig (AUT)     | 13:36.08 |
| 9.                | Paul Kipkoech (KEN)        | 13:37.44 |
| 10.               | António Leitão (POR)       | 13:38.55 |
| 11.               | Valeri Abràmov (URS)       | 13:39.80 |
| 12.               | Markus Ryffel (SUI)        | 13:39.98 |
| 13.               | Salvatore Antibo (ITA)     | 13:40.76 |
| 14.               | Julian Goater (GBR)        | 13:48.13 |
| 15.               | Anatoliy Krokhmalyuk (URS) | 14:00.27 |

### Semifinals
Les semifinals van tenir lloc el 12 d'agost. Els sis primers atletes de cada sèrie i els tres millors temps avançaven a la final.
| Pos. | Atleta                     | Temps    |
| ---- | -------------------------- | -------- |
| 1.   | Markus Ryffel (SUI)        | 13:32.34 |
| 2.   | Thomas Wessinghage (FRG)   | 13:32.37 |
| 3.   | Werner Schildhauer (GDR)   | 13:32.49 |
| 4.   | Dietmar Millonig (AUT)     | 13:32.86 |
| 5.   | Doug Padilla (USA)         | 13:32.90 |
| 6.   | Paul Kipkoech (KEN)        | 13:33.33 |
| 7.   | Julian Goater (GBR)        | 13:36.21 |
| 8.   | Anatoliy Krokhmalyuk (URS) | 13:37.24 |
| 9.   | Philippos Philippou (GRE)  | 13:40.81 |
| 10.  | Paul Williams (CAN)        | 13:50.30 |
| 11.  | Dave Clarke (GBR)          | 13:58.37 |
| 12.  | Seyoum Nigatu (ETH)        | 14:02.23 |
| 13.  | Kenji Ide (JPN)            | 14:04.94 |
| 14.  | Justin Gloden (LUX)        | 14:12.25 |
| 15.  | Ronald Lanzoni (CRC)       | 14:47.30 |

| Pos. | Atleta                   | Temps    |
| ---- | ------------------------ | -------- |
| 1.   | Dmitriy Dmitriyev (URS)  | 13:31.40 |
| 2.   | Eamonn Coghlan (IRL)     | 13:31.66 |
| 3.   | António Leitão (POR)     | 13:32.33 |
| 4.   | Wodajo Bulti (ETH)       | 13:33.03 |
| 5.   | Salvatore Antibo (ITA)   | 13:33.12 |
| 6.   | Valeri Abràmov (URS)     | 13:33.37 |
| 7.   | Martti Vainio (FIN)      | 13:34.18 |
| 8.   | Jim Hill (USA)           | 13:38.56 |
| 9.   | Jim Spivey (USA)         | 13:43.17 |
| 10.  | Jordi García (ESP)       | 13:46.36 |
| 11.  | Eamonn Martin (GBR)      | 13:48.60 |
| 12.  | Charles Cheruiyot (KEN)  | 13:52.61 |
| 13.  | Abderrazak Bounour (ALG) | 14:00.78 |
| 14.  | Fethi Baccouche (TUN)    | 14:19.64 |
| 15.  | Ricardo Vera (URU)       | 14:20.20 |

### Sèries
Va haver tres sèries classificatòries, que van tenir lloc el 10 d'agost. Els vuit primers de cada sèrie i els sis millors temps van avançar a les semifinals.
Sèrie 1
| Pos. | Atleta                     | Temps    |
| ---- | -------------------------- | -------- |
| 1.   | Markus Ryffel (SUI)        | 13:43.36 |
| 2.   | Wodajo Bulti (ETH)         | 13:43.53 |
| 3.   | Eamonn Martin (GBR)        | 13:43.57 |
| 4.   | Thomas Wessinghage (FRG)   | 13:43.66 |
| 5.   | Anatoliy Krokhmalyuk (URS) | 13:43.78 |
| 6.   | Salvatore Antibo (ITA)     | 13:44.05 |
| 7.   | Charles Cheruiyot (KEN)    | 13:44.43 |
| 8.   | Doug Padilla (USA)         | 13:44.71 |
| 9.   | Philippos Philippou (GRE)  | 13:45.24 |
| 10.  | Abderrazak Bounour (ALG)   | 13:57.93 |
| 11.  | Justin Gloden (LUX)        | 14:26.02 |
| 12.  | Mohamed Bakheet (PLE)      | 14:52.26 |
| 13.  | Ramón López (PAR)          | 15:10.29 |

Sèrie 2
| Pos. | Atleta                     | Temps    |
| ---- | -------------------------- | -------- |
| 1.   | Paul Kipkoech (KEN)        | 14:18.73 |
| 2.   | Fethi Baccouche (TUN)      | 14:23.79 |
| 3.   | Julian Goater (GBR)        | 14:23.93 |
| 4.   | António Leitão (POR)       | 14:28.63 |
| 5.   | Dmitriy Dmitriyev (URS)    | 14:37.75 |
| 6.   | Ronald Lanzoni (CRC)       | 14:49.20 |
| 7.   | Werner Schildhauer (GDR)   | 14:49.22 |
| 8.   | Jim Hill (USA)             | 14:58.21 |
| 9.   | Antoine Nivyobizi (BDI)    | 15:14.60 |
| 10.  | José Jaime Hernández (ESA) | 15:29.86 |
| 11.  | Alden Morris (TCA)         | 18:06.35 |
|      | Christoph Herle (FRG)      | DNS      |
|      | Mohamed Kedir (ETH)        | DNS      |

Sèrie 3
| Pos. | Atleta                    | Temps    |
| ---- | ------------------------- | -------- |
| 1.   | Valeri Abràmov (URS)      | 14:12.61 |
| 2.   | Seyoum Nigatu (ETH)       | 14:13.22 |
| 3.   | Dietmar Millonig (AUT)    | 14:13.65 |
| 4.   | Eamonn Coghlan (IRL)      | 14:13.80 |
| 5.   | Dave Clarke (GBR)         | 14:13.97 |
| 6.   | Jordi García (ESP)        | 14:14.57 |
| 7.   | Paul Williams (CAN)       | 14:15.10 |
| 8.   | Jim Spivey (USA)          | 14:15.70 |
| 9.   | Ricardo Vera (URU)        | 14:17.26 |
| 10.  | Kenji Ide (JPN)           | 14:18.34 |
| 11.  | Martti Vainio (FIN)       | 14:18.74 |
| 12.  | Masini Situ-Kubanza (ZAI) | 15:02.26 |
|      | Hansjörg Kunze (GDR)      | DNS      |